# Ferro nativo
Il ferro nativo è un minerale del ferro, appartenente al gruppo omonimo, abbastanza raro nonostante l'abbondanza del ferro nella crosta terrestre. Presenta magnetismo.

## Morfologia
Il ferro nativo si presenta generalmente sotto forma di vescicole ma sono state trovate anche masse fino a 25 tonnellate di peso. Raramente si presenta in cristalli, a volte geminati secondo {111} o in masse lamellari secondo {112}.

## Origine e giacitura
Il ferro nativo si trova soprattutto nelle meteoriti e, più raramente, in basalti ricchi di sedimenti carboniosi. Si trova anche nel legno pietrificato con la limonite e materia organica.